# Solenanthus
Solenanthus is een geslacht uit de ruwbladigenfamilie (Boraginaceae). De soorten komen voor van het Middellandse Zeegebied tot in Centraal-Azië en Pakistan.

## Soorten
- Solenanthus abayi Yild. & G.Tuttu
- Solenanthus albanicus (Degen & Bald.) Degen & Bald.
- Solenanthus albiflorus Czukav. & Meling
- Solenanthus apenninus (L.) Fisch. & C.A.Mey.
- Solenanthus atlanticus Pit.
- Solenanthus bakhtiaricus Khat.
- Solenanthus brachystemon Fisch. & C.A.Mey.
- Solenanthus circinnatus Ledeb.
- Solenanthus dubius Fisch. & C.A.Mey.
- Solenanthus eriocalycinus Boiss. & Buhse
- Solenanthus formosus R.R.Mill
- Solenanthus hirsutus Regel
- Solenanthus hupehensis R.R.Mill
- Solenanthus karateginus Lipsky
- Solenanthus kokanicus Regel
- Solenanthus lanatus (L.) DC.
- Solenanthus micranthus Riedl
- Solenanthus minimus Brand
- Solenanthus pindicus Aldén
- Solenanthus plantaginifolius Lipsky
- Solenanthus reverchonii Degen
- Solenanthus scardicus Bornm.
- Solenanthus stamineus (Desf.) Wettst.
- Solenanthus strictissimus Brand
- Solenanthus tubiflorus Murb.
- Solenanthus turkestanicus (Regel & Smirn.) Kusn.
- Solenanthus watieri Batt. & Maire

... · 
Alkanna · 
Amsinckia · 
Anchusa (Ossentong) · 
Asperugo · 
Borago · 
Brunnera · 
Cordia · 
Cynoglossum (Hondstong) · 
Echium · 
Heliotropium (Heliotroop) · 
Lappula · 
Lithospermum (Parelzaad) · 
Myosotidium · 
Myosotis (Vergeet-mij-nietje) · 
Nonea · 
Omphalodes · 
Pentaglottis · 
Phacelia · 
Pulmonaria (Longkruid) · 
Symphytum (Smeerwortel) · 
...